# Bronisław Wilk
Bronisław Wilk (ur. 20 kwietnia 1948 we Wronińcu) – polski inżynier i polityk, poseł na Sejm X kadencji (1989–1991).

## Życiorys
Ukończył studia na Wydziale Elektroniki Politechniki Wrocławskiej w 1971, uzyskując tytuł zawodowy magistra inżyniera elektronika. Pracę w zawodzie rozpoczął w 1971 w Zakładach Sprzętu Motoryzacyjnego „Polmo” w Praszce, od 1975 pracował w opolskim „Metalchemie”. W latach 1983–1987 był przewodniczącym rady pracowniczej w tym przedsiębiorstwie.
W 1980 wstąpił do „Solidarności”, był wiceprzewodniczącym Zarządu Głównego Stowarzyszenia Działaczy Samorządów Pracowniczych i prezesem Opolskiego Klubu Samorządowego, należał również do Klubu Inteligencji Katolickiej.
W 1989 uzyskał mandat posła na Sejm X kadencji z okręgu opolskiego jako kandydat bezpartyjny z poparciem Komitetu Obywatelskiego. Był członkiem Obywatelskiego Klubu Parlamentarnego, pełnił funkcję przewodniczącego Komisji Przekształceń Własnościowych, ponadto zasiadał w trzech komisjach stałych i czterech nadzwyczajnych.
Bez powodzenia ubiegał się o reelekcję z ramienia Partii Chrześcijańskich Demokratów. Do 1994 zajmował stanowisko pierwszego po powołaniu prezesa zarządu Fundacji „Polsko-Niemieckie Pojednanie”, później pracował jako agent ubezpieczeniowy Nationale-Nederlanden. Zasiadał w radzie politycznej Porozumienia Polskich Chrześcijańskich Demokratów.
W 1994 był przez około cztery miesiące tymczasowo aresztowany, a także oskarżony m.in. o działanie na szkodę fundacji. W 2006 został prawomocnie uniewinniony od większości zarzutów (w tym korupcyjnych), w zakresie jednego z czynów postępowanie karne umorzono w związku z przedawnieniem karalności. W 2009 Sąd Okręgowy w Opolu przyznał mu odszkodowanie i zadośćuczynienie za niesłuszne aresztowanie, łącznie w kwocie 39 tys. zł, nie uwzględniając jego wniosku o zasądzenie kwoty znacznie wyższej.